# Суно
 Тази статия е за франския крал.  За градчето в Италия вижте Суно (Италия).  
Суно (Sunno) е франкски крал (rex, dux) през късния 4 век.

## Биография
Суно е вожд заедно с Маркомер и Генобавд на франкски грабежен поход през 388 г. в римска Германия на лявия бряг на Рейн. Франките опустошават територията около Кьолн и с голяма плячка се оттеглят.
Суно се опитва да отмъсти за смъртта на съюзника му Маркомер (през 397 г.) от римляните, но е убит от своите хора.